# Jeffrey Katzenberg
Jeffrey Katzenberg (født 21. december 1950) er en amerikansk filmproducer. Han er en af stifterne af filmselskabet DreamWorks, som han var direktør for indtil 2016. De øvrige medstiftere var Steven Spielberg og David Geffen. Katzenberg var producer på selskabets animerede franchises, som inkluderede Shrek, Madagaskar, Kung Fu Panda og Sådan træner du din drage.
Katzenberg har siden sin fratræden fra Dreamworks grundlagt kapitalfonden WndrCo, som investerer i medierelateret projekter.